# 인치견
인치견(印致鵑, 1965년 1월 11일 ~ )은 대한민국의 정치인이다. 제5·6·7·8대 천안시의원을 지냈다.

## 학력
- 대전죽동국민학교 졸업
- 당진중학교 졸업
- 당진정보고등학교 졸업
- 전남과학대학교 태권도학 학사
- 중부대학교 사회체육학 학사
- 단국대학교 정책경영대학원 사회복지학 중퇴

## 경력
- 민주평화통일자문회의 천안시협의회 제1지회장
- 세계로 태권도 체육관 관장
- 세계해동검도연맹 충남상임부 회장
- 민주당 충남도당 청년위원장
- 천안시 생활체육협회 이사
- 신부초 운영위원회 부위원장
- 천안여상 운영위원장
- 신안동 새마을지도자협의회 총무
- 민주통합당 문재인후보 충남선대위 동행 부본부장
- 2006.07 ~ 2010.06 제5대 천안시의회 의원(열린우리당)
- 2010.07 ~ 2014.06 제6대 천안시의회 의원(민주당)
  - 2012년 천안시 재정건전성확보 특별위원회 의원장
- 2014.07 ~ 2018.06 제7대 천안시의회 의원(새정치민주연합)
  - 2016.07 ~ 2018.06 천안시의회 총무환경위원회 위원장
  - 2016년 천안시의회 원도심 활성화 연구모임 대표의원
- 2018.07 ~ 2022.06 제8대 천안시의회 의원(더불어민주당)
  - 2018.07 ~ 2020.06 제8대 천안시의회 의장(더불어민주당)

## 역대 선거 결과
|  | 9.29% |

|  | 34.66% |

|  | 27.57% |

|  | 54.02% |